# Asterropteryx striata
 Asterropteryx striata és una espècie de peix de la família dels gòbids i de l'ordre dels perciformes.

## Morfologia
- Els mascles poden assolir 2,3 cm de longitud total.[1]

## Alimentació
Sembla que es nodreix de zooplàncton.

## Hàbitat
És un peix marí, de clima tropical i associat als esculls de corall que viu entre 6-30 m de fondària.

## Distribució geogràfica
Es troba a Indonèsia, Palau, Papua Nova Guinea i les Filipines.

## Observacions
És inofensiu per als humans.